# Zeller See (Bodensee)
Der Zeller See ist eine 11 km² große Bucht des Untersee genannten westlichen Teils des Bodensees. Der See ist nach dem Hauptort Radolfzell benannt. Im Südosten endet der Zeller See an einer Linie von der Spitze der Halbinsel Mettnau (einschließlich der Liebesinsel) zum gegenüberliegenden Ufer der Halbinsel Höri. Die nur 0,262 ha große, unbewohnte Liebesinsel liegt 200 m südlich der Spitze der Halbinsel Mettnau.
Der Zeller See erreicht eine maximale Tiefe von 22 Metern.

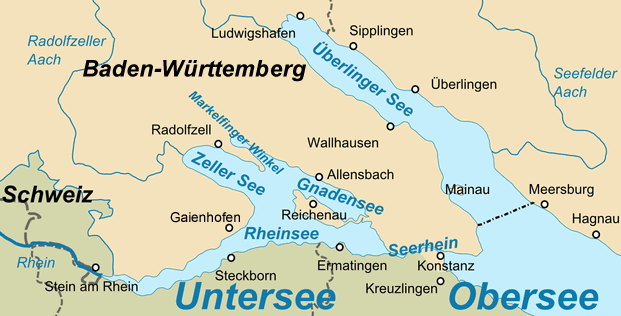
Der Untersee mit seinen Untergewässern
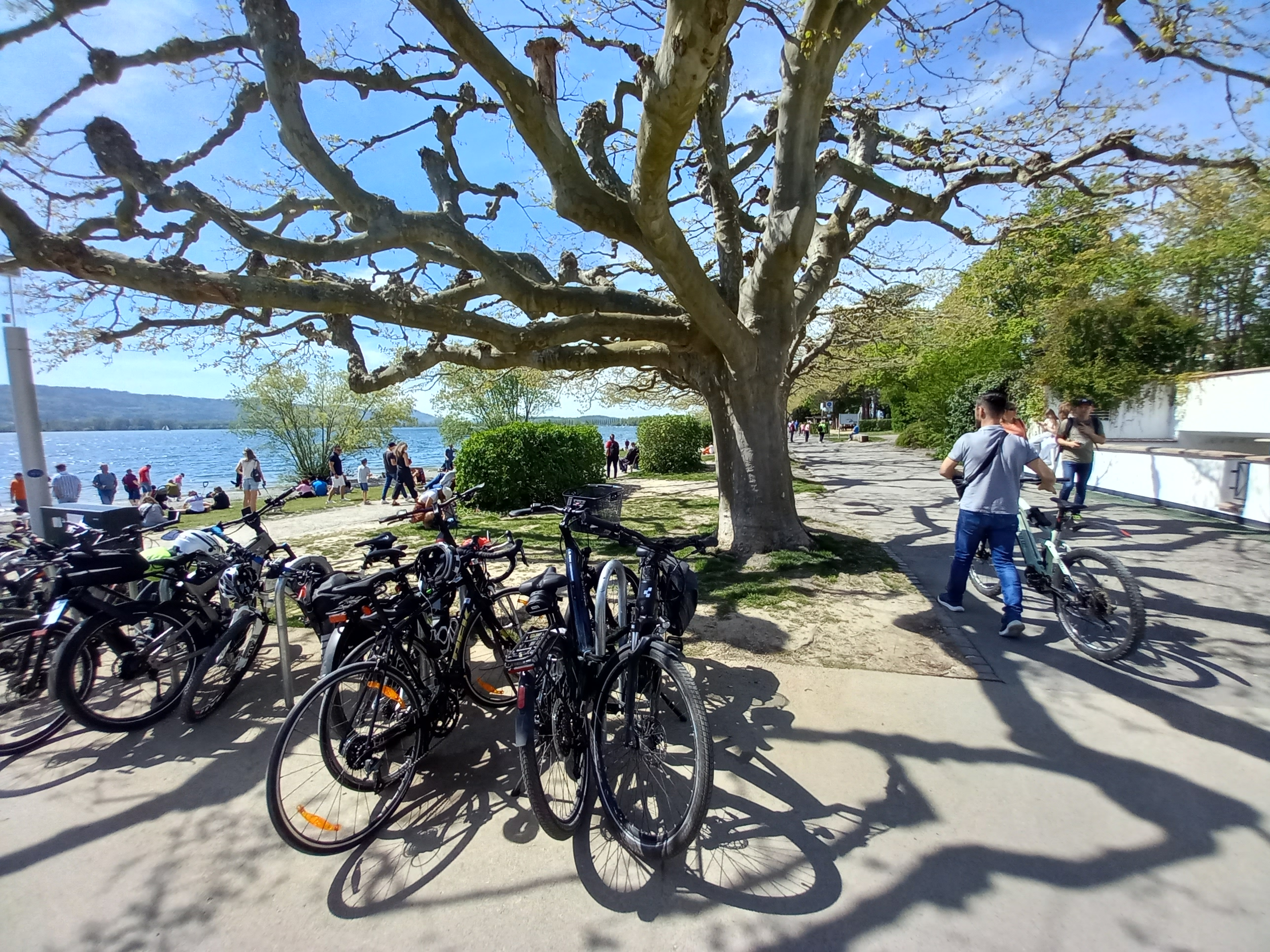
Uferpartie des Zeller Sees zwischen dem Bahnhof und dem Schiffsanleger Radolfzell
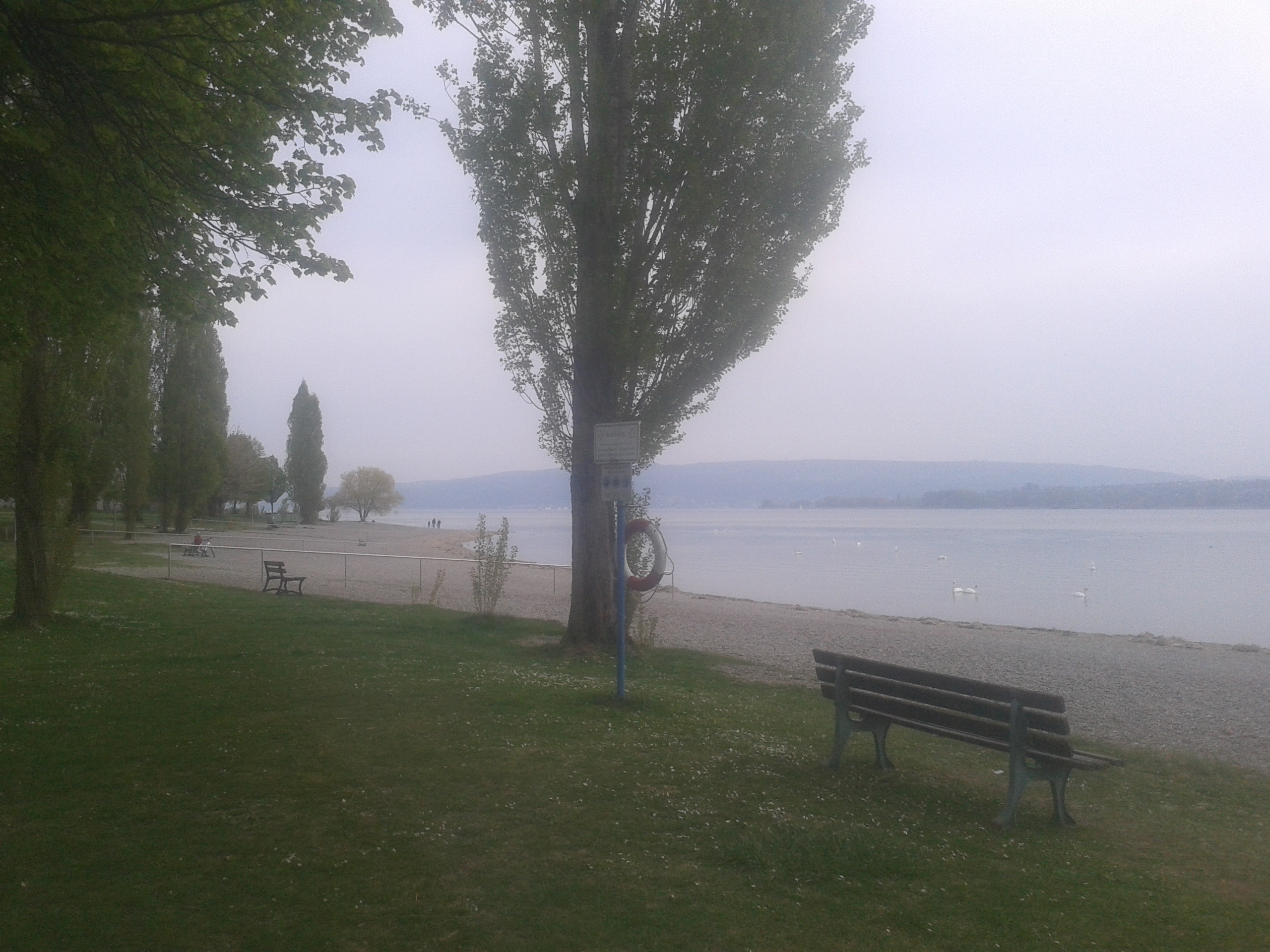
Strandbad Mettnau am Zeller See